# 弗朗西斯·M·費斯米爾
弗朗西斯·米勒·費斯米爾（英語：Francis Miller Fesmire，1959年11月16日—2014年1月31日）是一名美國急診科醫生，也是全國公認的心肌梗塞專家。他撰寫了多篇學術論文，並協助美國急診醫師學會和美國心臟協會／美國心臟病學會制定治療疑似心肌梗塞患者的臨床標準指南。他對胸痛患者進行了大量研究調查，報告在急診室進行連續12導聯心電圖監測、兩小時三角心臟標記測試和核心臟壓力測試的有用性。他的研究成果是2002年發表在《急診醫學年鑑》上的《厄蘭格胸痛評估協議》（The Erlanger Chest Pain Evaluation Protocol）。2011年，他出版了長篇小說《納許維爾天際線》（Nashville Skyline），該書獲得ForeWord Reviews五星好評。他近期的研究涉及急診胸痛患者的風險分層。

## 生平
費斯米爾於1959年出生於喬治亞州亞特蘭大，在田納西州查塔努加長大，1978年以高中畢業代表的身份從貝勒學校畢業。1981年，他以優異成績畢業於哈佛學院。費斯米爾於1985年畢業於范德堡大學醫學院，1988年在佛羅里達州杰克逊维尔大學醫院完成急診醫學住院醫師培訓，並獲得優秀住院醫師獎。1992年，費斯米爾當選為美國急診醫師學會會士。1988年至1991年，他在查塔努加紀念醫院擔任急診醫生。1991年至2014年去世，他在厄蘭格男爵夫人醫院執業。

## 榮譽
1996年，費斯米爾獲得急診醫學基金會的青年研究員獎，以表彰他在制定胸痛患者快速評估方案方面所做的工作。2006年，他因1988年的一份病例報告獲得搞笑諾貝爾獎醫學獎，該報告詳細介紹使用數位直腸按摩治療頑固性單側呃逆（打嗝）的方法。2008 年，費斯米爾被美國急診醫師學會評為急診醫學英雄。
後來，他在接受《新科學人》雜誌採訪時說，他發現了一種肯定更受打嗝患者歡迎的治療方法：「高潮會為迷走神經帶來難以置信的刺激。從現在起，我將推薦性愛——以性高潮達到高潮——作為治療頑固性打嗝的萬能藥。」

## 晚年生活
去世時，費斯米爾與妻子和兩個兒子住在查塔努加。他是厄蘭格醫療中心胸痛中心的醫療主任。他也是田納西大學醫學院急診醫學住院醫師培訓計畫的教授和臨床研究主任，以及美國急診醫師學會臨床政策委員會主席。